# 开放马克思主义
开放马克思主义（英語：Open Marxism）是由批判性和异端马克思主义思想流派组成的一种理论集合，它批判国有社会主义和政党政治，强调通过植根于卡尔·马克思的“实践反身性”的反实证主义方法，对实践和历史保持开放性。开放马克思主义中的“开放性”也指对历史的非决定论观点，其中突出阶级斗争的不可预测性。
开放马克思主义在其马克思列宁主义和阿尔都塞主义形式中都非常反对结构主义。它与后马克思主义的某些元素有一些重叠。它通常（但并非总是）与人文主义马克思主义、自由意志主义、无政府主义或左翼共产主义对齐。它深受价值形式批判的影响。